# Gmina Gaworzyce
Die Gmina Gaworzyce ist eine Landgemeinde im Powiat Polkowicki der Woiwodschaft Niederschlesien in Polen. Ihr Sitz ist das gleichnamige Dorf (deutsch Quaritz) mit etwa 1600 Einwohnern.

## Geographie

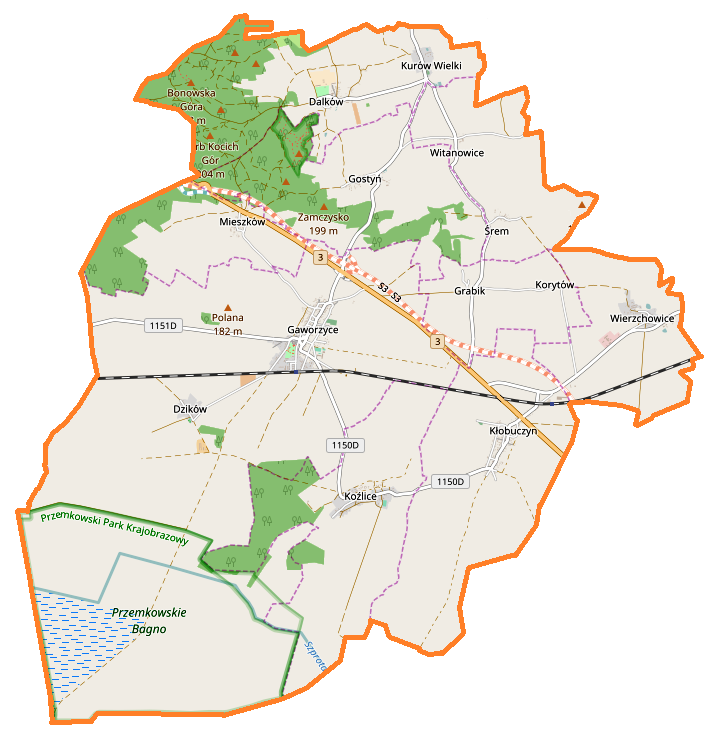
Karte der Gemeinde

Die Gemeinde liegt im Norden der Woiwodschaft und grenzt im Westen an die Woiwodschaft Lebus. Nachbargemeinden sind Żukowice im Nordosten, Radwanice im Südosten, Przemków im Südwesten und Niegosławice im Westen. Die Kreisstadt Polkowice (Polkwitz) liegt 15, Breslau 100 Kilometer südöstlich.

## Geschichte
Die Landgemeinde wurde 1973 aus Gromadas wieder gebildet. Sie kam 1975 von der Woiwodschaft Zielona Góra zur Woiwodschaft Legnica, der Powiat Głogowski wurde aufgelöst. Zum 1. Januar 1999 kam die Gemeinde zur Woiwodschaft Niederschlesien und zum Powiat Polkowicki.

## Gliederung
Die Landgemeinde (gmina wiejska) Gaworzyce besteht aus 13 Dörfern mit Schulzenamt (sołectwo; deutsche Namen, amtlich bis 1945):
- Gaworzyce (Quaritz, 1937–1945 Oberquell)
- Dalków (Dalkau)
- Dzików (Heidevorwerk)
- Gostyń (Gustau)
- Grabik (Grabig, 1937–1945 Kaltenfeld)
- Kłobuczyn (Klopschen)
- Korytów (Karitsch)
- Koźlice (Kosel)
- Kurów Wielki (Groß Kauer)
- Mieszków (Meschkau)
- Śrem (Schrien)
- Witanowice (Weichnitz, 1937–1945 Henzegrund)
- Wierzchowice (Würchwitz, 1937–1945 Haselquell)

## Verkehr
Wichtigster Verkehrsweg ist die Landesstraße DK3, die zur Schnellstraße S3 ausgebaut wird. Der nächste internationale Flughafen ist Breslau.
Die Bahnhöfe Gaworzyce und Kłobuczyn an der Bahnstrecke Łódź–Forst (Lausitz) werden nicht mehr bedient.

## Persönlichkeiten
- Gottlieb Krause (1804–1888), Historiker und Bibliothekar der Herzöge von Anhalt-Köthen; geboren in Gustau.